# Торретта
Торретта (итал. Torretta, сиц. Turretta) — коммуна в Италии, располагается в регионе Сицилия, подчиняется административному центру Палермо.
Население составляет 3468 человек, плотность населения составляет 139 чел./км². Занимает площадь 25 км². Почтовый индекс — 90040. Телефонный код — 091.
Покровителем коммуны почитается святой Калоджеро, празднование 18 июня.